# De Avondetappe (radioprogramma)
De Avondetappe was een radioprogramma dat gedurende de Ronde van Frankrijk het laatste uur (tussen 22.00 uur en 23.00 uur) van NOS Langs de Lijn vervangt. De presentatie van het programma was in handen van Jeroen Stomphorst. Vanaf 2014 is het avondprogramma vervangen door een reguliere NOS Langs de Lijn uitzending.

## De onderdelen
Het programma bestaat uit een aantal vaste onderdelen:
- Het sportnieuws (vast onderdeel van NOS Langs de Lijn).
- Een nummer van de Tourartiest van die dag.
- Dagelijkse nabespreking van de etappe van die dag.
- Analyse van de etappe van een renner uit de tour